# Kasteel Erkegem

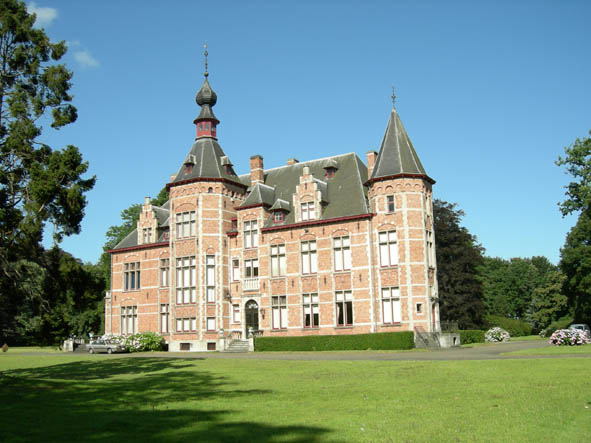
Kasteel Erkegem

Kasteel Erkegem is een kasteel in de tot de West-Vlaamse gemeente Oostkamp behorende plaats Erkegem.

## Geschiedenis
In 1574 werd Erkegem schriftelijk vermeld als zijnde een heerlijkheid. Er was al een Casteel Erckeghem, dat echter op een andere plaats stond dan het huidige. Het kasteel dat behoorde tot de toenmalige heerlijkheidszetel werd afgebeeld op een kaarten van 1759 en 1766.
Op de locatie van het huidige kasteel, dat tot dan toe uit bos bestond, werd in 1810 een neoclassicistisch kasteeltje, De Herten genaamd, gebouwd op een landgoed van 144 ha dat was aangekocht door Jacques de Rijm. Ook werd de toegangsdreef, de huidige Legendaledreef, aangelegd. In 1816 werd het kasteel aangekocht door Julien d'Hanins de Moerkerke, welke het park liet aanleggen, en in 1850 kwam het aan diens zoon Aimé d'Hanins, die in 1858 tot graaf werd verheven. Omstreeks 1880 verkocht deze het aan Octave van der Plancke en het kwam daarna aan diens zoon Pierre-Octave van der Plancke. Deze liet het in 1906 deels afbreken en ingrijpend herbouwen naar ontwerp van Stephan Mortier. De empiresalon van het eerdere kasteel werd in het nieuwe kasteel opgenomen. Het park werd heraangelegd naar ontwerp van Jules Buyssens.
Onder Pierre-Octave werd het domein uitgebreid en werden bossen aangelegd, en in 1917 werd door hem het naastgelegen Kasteel de Cellen aangekocht. In 1949 stichtte hij een kapelletje.
In 1957 kwam het domein aan Pierre-Octave's zoon, Jean van der Plancke. Hij zorgde voor herinrichting van het kasteel en veranderde de naam van De Herten in Kasteel Erkegem. In 1996 werd Jean's zoon, Jean-Pierre van der Plancke, de eigenaar.

## Gebouw
Het huidige kasteel, in Vlaamse neorenaissancestijl, werd gebouwd in 1906. Het omvat een achthoekige toren aan de achtergevel en een zijtoren. De voorgevel wordt door een trapgevel gedomineerd, waarop het jaartal 1907. Ook de wapenschilden van de familie Van der Plancke en hun motief: In fidelitate robur werd aangebracht. In het interieur is het empiresalon, dat onderdeel was van het 19e eeuwse kasteel, van belang. In de voorgevel bevinden zich drie koetspoorten.

## Park
Het park werd in de 19e eeuw aangelegd en enigszins gewijzigd in de 20e eeuw. Het park is in landschapsstijl ontworpen. Het bezit een waterpartij en een aantal elementen zoals een obelisk, beeldhouwwerken, bruggetjes, een tuinpaviljoen en een boothuis van 1883. Het kapelletje van 1949 werd opgericht uit dankbaarheid omdat de Tweede Wereldoorlog geen schade heeft aangericht.